# Vidya Balan
Pour les articles homonymes, voir Balan.
Vidya Balan (en tamoul : வித்யா பாலன் ; en malayalam : വിദ്യ ബാലൻ) est une actrice indienne née le 1er janvier 1979, à Palakkad, dans l'État du Kerala. C'est l'une des actrices les plus en vue du moment à Bollywood.
Après l'obtention d'un diplôme de sociologie, elle commence sa carrière en tournant des clips vidéos, des feuilletons et des publicités, avant son apparition dans des longs métrages.

## Biographie
Vidya Balan fait ses débuts dans le film bengali Bhalo Theko en 2003, pour lequel elle reçoit les éloges des critiques. Son interprétation dans Parineeta (2005), son premier film en hindi, lui permet de remporter le Filmfare Award du meilleur espoir féminin ainsi qu'une nomination au Filmfare Award de la meilleure actrice. Variant ses rôles, elle connait son premier succès commercial avec Lage Raho Munna Bhai de Rajkumar Hirani (2006), suivi de Heyy Babyy (2008) et Bhool Bhulaiyaa (2008). En 2009, elle apparaît dans Paa de R.Balki, où son interprétation d'une mère élevant seule un enfant atteint de la progéria lui vaut les louanges des critiques et finalement l'obtention du Filmfare de la meilleure actrice. En 2010, on la voit dans Ishqiya réalisé par Abhishek Chaubey et produit par Vishal Bhardwaj, dans lequel elle rencontre également un important succès et remporte le Filmfare Award de l'interprétation féminine décerné par les critiques.
Elle est particulièrement remarquée en 2011 où elle interprète deux rôles marquants. Dans No One Killed Jessica (Rajkumar Gupta), aux côtés de Rani Mukherjee, elle se bat contre le pouvoir établi et la corruption pour rendre justice à sa sœur assassinée par un riche héritier et dans The Dirty Picture elle incarne une jeune femme utilisant ses charmes pour réussir dans le milieu du cinéma. Les deux films reçoivent un excellent accueil critique et public, le dernier lui permettant de rafler la majorité des prix de la meilleure actrice décernés en Inde dont un National Award. 
En 2012 elle réussit à surprendre une nouvelle fois le public et les critiques avec Kahaani, dans lequel elle joue une femme enceinte à la recherche de son mari disparu. Elle remporte une nouvelle fois le Filmfare Award de la meilleure actrice.
En 2013, elle est membre du jury du 66e Festival de Cannes, présidé par Steven Spielberg.
En 2017 elle est invitée lors de la 6e dans la version indienne, Bigg Boss 11, présenté par Salman Khan.

## Filmographie
| Année   | Film                                 | Rôle                 | Réalisateur        | Partenaire(s)                                                                                               | Note                                          |
| ------- | ------------------------------------ | -------------------- | ------------------ | --- | --------------------------------------------- |
| 2003    | Bhalo Theko                          | Anandi               | Goutam Halder      | Joy Sengupta, Soumitra Chatterjee, Parambrata Chatterjee                                                    | Film bengali                                  |
| 2005    | Parineeta                            | Lalita               | Pradeep Sarkar     | Sanjay Dutt, Saif Ali Khan, Raima Sen                                                                       |                                               |
| 2006    | Lage Raho Munna Bhai                 | Jhanvi               | Rajkumar Hirani    | Sanjay Dutt, Arshad Warsi                                                                                   |                                               |
| 2007    | Guru                                 | Meenu Saxena         | Mani Ratnam        | Abhishek Bachchan, Aishwarya Rai Bachchan, Madhavan                                                         |                                               |
| 2007    | Salaam-e-Ishq: A Tribute To Love     | Tehzeeb Raina        | Nikhil Advani      | John Abraham, Salman Khan, Priyanka Chopra, Govinda, Juhi Chawla, Anil Kapoor, Akshaye Khanna, Ayesha Takia |                                               |
| 2007    | Eklavya: The Royal Guard             | Rajeshwari           | Vidhu Vinod Chopra | Amitabh Bachchan, Saif Ali Khan, Sanjay Dutt, Raima Sen                                                     |                                               |
| 2007    | Heyy Babyy                           | Isha Sahni           | Sajid Khan         | Akshay Kumar, Fardeen Khan, Ritesh Deshmukh                                                                 |                                               |
| 2007    | Bhool Bhulaiyaa                      | Avni/Manjulika       | Priyadarshan       | Akshay Kumar, Shiney Ahuja, Amisha Patel                                                                    |                                               |
| 2007    | Om Shanti Om                         | Elle-même            | Farah Khan         | | Item number dans la chanson Deewangi Deewangi |
| 2008    | Halla Bol                            | Sneha                | Rajkumar Santoshi  | Ajay Devgan, Pankaj Kapur                                                                                   |                                               |
| 2008    | Kismat Konnection                    | Priya Saluja         | Aziz Mirza         | Shahid Kapoor, Juhi Chawla, Om Puri                                                                         |                                               |
| 2009    | Paa                                  | Vidya                | R. Balki           | Amitabh Bachchan, Abhishek Bachchan                                                                         |                                               |
| 2010    | Ishqiya                              | Krishna              | Abhishek Chaubey   | Naseeruddin Shah, Arshad Warsi                                                                              |                                               |
| 2011    | No One Killed Jessica                | Sabrina Lal          | Raj Kumar Gupta    | Rani Mukherjee                                                                                              |                                               |
| 2011    | Urumi                                | Bhumi/Makkom         | Santosh Sivan      | Prithviraj, Prabhu Deva, Arya, Genelia D'Souza                                                              | Film en malayalam                             |
| 2011    | Thank You                            | épouse de Kishan     | Anees Bazmee       | | Caméo                                         |
| 2011    | Dum Maaro Dum                        | Mrs. Kamath          | Rohan Sippy        | | Caméo                                         |
| 2011    | The Dirty Picture                    | Silk                 | Milan Luthria      | Naseeruddin Shah, Tusshar Kapoor, Emraan Hashmi                                                             |                                               |
| 2012    | Kahaani                              | Vidya Bagchi         | Sujoy Ghosh        | Parambrata Chatterjee, Nawazuddin Siddiqui, Indraneil Sengupta, Saswata Chatterjee                          |                                               |
| 2012    | Ferrari Ki Sawaari                   |                      | Rajesh Mapuskar    | | Item number                                   |
| 2013    | Ghanchakkar                          | Neetu                | Raj Kumar Gupta    | Emraan Hashmi                                                                                               |                                               |
| 2013    | Once Upon ay Time in Mumbai Dobaara! | Elle-même            | Milan Luthria      | | Cameo                                         |
| 2013    | Shaadi Ke Side Effects               | Trisha               | Saket Chaudhary    | Farhan Akhtar                                                                                               | Suite de Pyaar Ke Side Effects                |
| 2013    | Mahabharat                           | Draupadi (voix)      | Amaan Khan         | | Film d'animation                              |
| 2014    | Bobby Jasoos                         | Bilkis "Bobby" Ahmed | Samar Shaikh       | Ali Fazal                                                                                                   |                                               |
| 2015    | Hamari Adhuri Kahani                 | Vasudha Prasad       | Mohit Suri         | Emraan Hashmi, Rajkummar Rao                                                                                |                                               |
| 2016    | Te3n                                 | Sarita Sarkar        | Ribhu Dasgupta     | Amitabh Bachchan, Nawazuddin Siddiqui                                                                       |                                               |
| 2016    | Ekk Albela                           | Geeta Bali           | Shekhar Sartandal  | | Film marathi                                  |
| 2017    | Kahaani 2                            | Durga Rani Singh     | Sujoy Ghosh        | Arjun Rampal , Jugal Hansraj , Naisha Khanna                                                                |                                               |
| 2017    | Begum Jaan                           | Begum Jaan           | Srijit Mukherji    | Gauhar Khan , Pallavi Sharda, Ila Arun                                                                      |                                               |
| Project | Kamala Das Bio                       | Kamala Das           | Kamal              | | Film malayalam                                |

## Télévision
| Année | Titre          | Rôle/Fonction | Chaîne    | Commentaire       |
| ----- | -------------- | ------------- | --------- | ----------------- |
| 1995  | Hum Paanch     | Radhika       | Zee TV    |                   |
| 2014  | No More Kamzor | Présentatrice | Star Plus | Episode spécial   |
| 2017  | Bigg Boss      | Elle même     | Colors TV | Invitée semaine 6 |

## Clips vidéo
| Année | Titre                | Interprète    | Réalisateur       |
| ----- | -------------------- | ------------- | ----------------- |
| 2002  | Aana Meri Gully      | Euphoria      | Pradeep Sarkar    |
| 2002  | Main Nashe Mein Hoon | Pankaj Udhas  | Pradeep Sarkar    |
| 2003  | Kisson Ki Chadar     | Shubha Mudgal | Pradeep Sarkar    |
| 2011  | Jaani Na             | Chandrabindoo | Abhijit Chaudhuri |

## Récompenses
National Film Awards
- 2012 : Meilleure actrice pour The Dirty Picture

Filmfare Awards
- 2006 : Meilleur espoir féminin pour Parineeta
- 2006 : Visage de l'année pour Parineeta
- 2010 : Meilleure actrice pour Paa
- 2011 : Meilleure actrice (prix des critiques) pour Ishqya
- 2012 : Meilleure actrice pour The Dirty Picture
- 2013 : Meilleure actrice pour Kahaani

Nommée : Meilleure actrice en 2006 pour Parineeta, en 2008 pour Bhool Bhulaiyaa, en 2011 pour Ishqya, en 2012 pour No One Killed Jessica
Zee Cine Awards
- 2006 : Meilleur espoir féminin pour Parineeta
- 2011 : Meilleure actrice pour Ishqya
- 2012 : Meilleure actrice (prix du public et prix des critiques) pour The Dirty Picture

Nommée : Meilleure actrice en 2006 pour Parineeta, en 2008 pour Bhool Bhulaiyaa
IIFA Awards
- 2006 : Meilleur espoir féminin pour Parineeta
- 2010 : Meilleure actrice pour Paa
- 2012 : Meilleure actrice pour The Dirty Picture
- 2013 : Meilleure actrice pour Kahaani

Nommée : Meilleure actrice en 2007  pour Lage Raho Munnabhai, en 2008 pour Bhool Bhulaiyaa, en 2011 pour Ishqya ; Meilleure actrice dans un rôle négatif pour Bhool Bhulaiyaa et Meilleure actrice dans un second rôle pour Guru en 2008 
Stardust Awards
- 2006 : Superstar féminine de demain pour Parineeta
- 2011 : Prix des lecteurs de la meilleure actrice pour Ishqya

Nommée : Star féminine de l'année en 2007 pour Lage Raho Munnabhai, en 2010 pour Paa, en 2011 pour Ishqya ; Meilleure actrice dans un second rôle pour Guru en 2008
Star Screen Awards
- 2006 : Meilleur espoir féminin pour Parineeta
- 2010 : Meilleure actrice pour Paa
- 2011 : Meilleure actrice pour Ishqya
- 2012 : Meilleure actrice pour The Dirty Picture

Nommée : 2010 : Meilleure actrice pour Paa ; 2012 : Meilleure actrice (prix du public) pour The Dirty Picture et Meilleure actrice pour No One Killed Jessica
Smita Patil Memorial Award
- 2014 : Contribution au cinéma indien